# Gardenia carinata
Gardenia carinata är en måreväxtart som beskrevs av Nathaniel Wallich och William Roxburgh. Gardenia carinata ingår i släktet Gardenia och familjen måreväxter. Inga underarter finns listade i Catalogue of Life.